# Okręg wyborczy nr 9 do Sejmu Rzeczypospolitej Polskiej (1993–2001)
Okręg wyborczy nr 9 do Sejmu Rzeczypospolitej Polskiej (1993–2001) obejmował województwo częstochowskie. W ówczesnym kształcie został utworzony w 1993. Wybieranych było w nim 8 posłów w systemie proporcjonalnym.
Siedzibą okręgowej komisji wyborczej była Częstochowa.

## Wyniki wyborów
| Podział 8 mandatów: SLD: 3 UP: 1 PSL: 2 UD: 1 KPN: 1 |

| Podział 8 mandatów: SLD: 4 UW: 1 AWS: 3 |

## Reprezentanci okręgu
| Sejm | Rok  | Poseł KW                                                      | Poseł KW                                                      | Poseł KW                                                      | Poseł KW                                                      | Poseł KW                                                      | Poseł KW                                                      | Poseł KW                                                      | Poseł KW                                                      | Poseł KW                                                      | Poseł KW                                                      | Poseł KW                                                      | Poseł KW                                                      | Poseł KW                                                      | Poseł KW                                                      | Poseł KW                                                      | Poseł KW                                                      |
| ---- | ---- | ------------------------------------------------------------- | ------------------------------------------------------------- | ------------------------------------------------------------- | ------------------------------------------------------------- | ------------------------------------------------------------- | ------------------------------------------------------------- | ------------------------------------------------------------- | ------------------------------------------------------------- | ------------------------------------------------------------- | ------------------------------------------------------------- | ------------------------------------------------------------- | ------------------------------------------------------------- | ------------------------------------------------------------- | ------------------------------------------------------------- | ------------------------------------------------------------- | ------------------------------------------------------------- |
| II   | 1993 |                                                               | M. Lewandowski SLD                                            |                                                               | W. Serafin PSL                                                |                                                               | J. Kasprzyk SLD                                               |                                                               | H. Góralska UD                                                |                                                               | K. Popenda KPN                                                |                                                               | D. Polak UP                                                   |                                                               | I. Skubis PSL                                                 |                                                               | J. Panek SLD                                                  |
| III  | 1997 |                                                               | M. Lewandowski SLD                                            | T. Wrona AWS                                                  |                                                               | J. Zając UW                                                   | J. Kasprzyk SLD                                               |                                                               | E. Maniura AWS                                                |                                                               | E. Janik SLD                                                  |                                                               | M. Wójcik AWS                                                 | Z. Ratman SLD                                                 |                                                               |                                                               |                                                               |
| IV   | 2001 | okręg zniesiony – patrz okręgi nr 10, 11, 21, 28, 29, 32 i 33 | okręg zniesiony – patrz okręgi nr 10, 11, 21, 28, 29, 32 i 33 | okręg zniesiony – patrz okręgi nr 10, 11, 21, 28, 29, 32 i 33 | okręg zniesiony – patrz okręgi nr 10, 11, 21, 28, 29, 32 i 33 | okręg zniesiony – patrz okręgi nr 10, 11, 21, 28, 29, 32 i 33 | okręg zniesiony – patrz okręgi nr 10, 11, 21, 28, 29, 32 i 33 | okręg zniesiony – patrz okręgi nr 10, 11, 21, 28, 29, 32 i 33 | okręg zniesiony – patrz okręgi nr 10, 11, 21, 28, 29, 32 i 33 | okręg zniesiony – patrz okręgi nr 10, 11, 21, 28, 29, 32 i 33 | okręg zniesiony – patrz okręgi nr 10, 11, 21, 28, 29, 32 i 33 | okręg zniesiony – patrz okręgi nr 10, 11, 21, 28, 29, 32 i 33 | okręg zniesiony – patrz okręgi nr 10, 11, 21, 28, 29, 32 i 33 | okręg zniesiony – patrz okręgi nr 10, 11, 21, 28, 29, 32 i 33 | okręg zniesiony – patrz okręgi nr 10, 11, 21, 28, 29, 32 i 33 | okręg zniesiony – patrz okręgi nr 10, 11, 21, 28, 29, 32 i 33 | okręg zniesiony – patrz okręgi nr 10, 11, 21, 28, 29, 32 i 33 |

### Wybory parlamentarne 1993
| Komitet wyborczy                                      | Komitet wyborczy                                     | Głosów | %     | Mandaty | Wybrani posłowie                               |
| ----------------------------------------------------- | ---------------------------------------------------- | ------ | ----- | ------- | ---------------------------------------------- |
|                                                       | Sojusz Lewicy Demokratycznej                         | 58 097 | 20,27 | 3       | Marek Lewandowski, Jacek Kasprzyk, Jerzy Panek |
|                                                       | Polskie Stronnictwo Ludowe                           | 46 261 | 16,14 | 2       | Władysław Serafin, Ireneusz Skubis             |
|                                                       | Konfederacja Polski Niepodległej                     | 24 202 | 8,44  | 1       | Krzysztof Popenda                              |
|                                                       | Unia Demokratyczna                                   | 23 368 | 8,15  | 1       | Helena Góralska                                |
|                                                       | Unia Pracy                                           | 18 452 | 6,44  | 1       | Danuta Polak                                   |
|                                                       | Niezależny Samorządny Związek Zawodowy „Solidarność” | 16 491 | 5,75  | –       |                                                |
|                                                       | Porozumienie Centrum                                 | 15 904 | 5,55  | –       |                                                |
|                                                       | Katolicki Komitet Wyborczy „Ojczyzna”                | 14 380 | 5,02  | –       |                                                |
|                                                       | Bezpartyjny Blok Wspierania Reform                   | 13 678 | 4,77  | –       |                                                |
|                                                       | Unia Polityki Realnej                                | 10 660 | 3,72  | –       |                                                |
|                                                       | Mniejszość Niemiecka                                 | 10 068 | 3,51  | –       |                                                |
|                                                       | Partia X                                             | 10 374 | 3,62  | –       |                                                |
|                                                       | Samoobrona – Leppera                                 | 9530   | 3,32  | –       |                                                |
|                                                       | Kongres Liberalno-Demokratyczny                      | 7750   | 2,70  | –       |                                                |
|                                                       | Polskie Stronnictwo Ludowe – Porozumienie Ludowe     | 5590   | 1,95  | –       |                                                |
|                                                       | Ojczyzna – Lista Polska                              | 961    | 0,34  | –       |                                                |
|                                                       | NOT Stowarzyszenia Techniczne                        | 919    | 0,32  | –       |                                                |
| Frekwencja: 48,72% Źródło: Państwowa Komisja Wyborcza |                                                      |        |       |         |                                                |

Poniższa tabela przedstawia podział mandatów dla komitetów wyborczych na podstawie uzyskanych głosów, a następnie obliczonych ilorazów wyborczych na podstawie metody D’Hondta.
| Podział mandatów dla komitetów wyborczych na podstawie metody D’Hondta | Podział mandatów dla komitetów wyborczych na podstawie metody D’Hondta | Podział mandatów dla komitetów wyborczych na podstawie metody D’Hondta | Podział mandatów dla komitetów wyborczych na podstawie metody D’Hondta | Podział mandatów dla komitetów wyborczych na podstawie metody D’Hondta | Podział mandatów dla komitetów wyborczych na podstawie metody D’Hondta | Podział mandatów dla komitetów wyborczych na podstawie metody D’Hondta | Podział mandatów dla komitetów wyborczych na podstawie metody D’Hondta | Podział mandatów dla komitetów wyborczych na podstawie metody D’Hondta | Podział mandatów dla komitetów wyborczych na podstawie metody D’Hondta | Podział mandatów dla komitetów wyborczych na podstawie metody D’Hondta |
| Komitet wyborczy                                                       | Komitet wyborczy                                                       | Liczba głosów                                                          | Iloraz wyborczy                                                        | Iloraz wyborczy                                                        | Iloraz wyborczy                                                        | Iloraz wyborczy                                                        | Iloraz wyborczy                                                        | Iloraz wyborczy                                                        | Mandaty                                                                | TP                                                                     |
| Komitet wyborczy                                                       | Komitet wyborczy                                                       | Liczba głosów                                                          | /1                                                                     | /2                                                                     | /3                                                                     | /4                                                                     | ...                                                                    | /8                                                                     | Mandaty                                                                | TP                                                                     |
| ---------------------------------------------------------------------- | ---------------------------------------------------------------------- | ---------------------------------------------------------------------- | ---------------------------------------------------------------------- | ---------------------------------------------------------------------- | ---------------------------------------------------------------------- | ---------------------------------------------------------------------- | ---------------------------------------------------------------------- | ---------------------------------------------------------------------- | ---------------------------------------------------------------------- | ---------------------------------------------------------------------- |
|                                                                        | Sojusz Lewicy Demokratycznej                                           | 58 097                                                                 | 58 097                                                                 | 29 049                                                                 | 19 366                                                                 | 14 524                                                                 | ...                                                                    | 7262                                                                   | 3                                                                      | 2,39                                                                   |
|                                                                        | Polskie Stronnictwo Ludowe                                             | 46 261                                                                 | 46 261                                                                 | 23 131                                                                 | 15 420                                                                 | 11 565                                                                 | ...                                                                    | 5783                                                                   | 2                                                                      | 1,91                                                                   |
|                                                                        | Konfederacja Polski Niepodległej                                       | 24 202                                                                 | 24 202                                                                 | 12 101                                                                 | 8067                                                                   | 6051                                                                   | ...                                                                    | 3025                                                                   | 1                                                                      | 1,00                                                                   |
|                                                                        | Unia Demokratyczna                                                     | 23 368                                                                 | 23 368                                                                 | 11 684                                                                 | 7789                                                                   | 5842                                                                   | ...                                                                    | 2921                                                                   | 1                                                                      | 0,96                                                                   |
|                                                                        | Unia Pracy                                                             | 18 452                                                                 | 18 452                                                                 | 9226                                                                   | 6151                                                                   | 4613                                                                   | ...                                                                    | 2307                                                                   | 1                                                                      | 0,76                                                                   |
|                                                                        | Bezpartyjny Blok Wspierania Reform                                     | 13 678                                                                 | 13 678                                                                 | 6839                                                                   | 4559                                                                   | 3420                                                                   | ...                                                                    | 1710                                                                   | 0                                                                      | 0,56                                                                   |
|                                                                        | Mniejszość Niemiecka                                                   | 10 068                                                                 | 10 068                                                                 | 5034                                                                   | 3356                                                                   | 2517                                                                   | ...                                                                    | 1259                                                                   | 0                                                                      | 0,41                                                                   |
| Ogółem                                                                 | Ogółem                                                                 | 194 126                                                                | —                                                                      | —                                                                      | —                                                                      | —                                                                      | —                                                                      | —                                                                      | 8                                                                      | 8                                                                      |

### Wybory parlamentarne 1997
| Komitet wyborczy                                      | Komitet wyborczy                                                      | Głosów | %     | Mandaty | Wybrani posłowie                                             |
| ----------------------------------------------------- | --------------------------------------------------------------------- | ------ | ----- | ------- | ------------------------------------------------------------ |
|                                                       | Sojusz Lewicy Demokratycznej                                          | 78 808 | 31,36 | 4       | Marek Lewandowski, Jacek Kasprzyk, Ewa Janik, Zygmunt Ratman |
|                                                       | Akcja Wyborcza Solidarność                                            | 76 899 | 30,60 | 3       | Tadeusz Wrona, Edward Maniura, Marek Wójcik                  |
|                                                       | Unia Wolności                                                         | 24 730 | 9,84  | 1       | Jerzy Zając                                                  |
|                                                       | Polskie Stronnictwo Ludowe                                            | 16 289 | 6,48  | –       |                                                              |
|                                                       | Unia Pracy                                                            | 13 502 | 5,37  | –       |                                                              |
|                                                       | Ruch Odbudowy Polski                                                  | 12 123 | 4,82  | –       |                                                              |
|                                                       | Krajowa Partia Emerytów i Rencistów                                   | 7237   | 2,88  | –       |                                                              |
|                                                       | Towarzystwo Społeczno-Kulturalne Niemców Województwa Częstochowskiego | 6206   | 2,47  | –       |                                                              |
|                                                       | Unia Prawicy Rzeczypospolitej                                         | 5447   | 2,17  | –       |                                                              |
|                                                       | Krajowe Porozumienie Emerytów i Rencistów                             | 5127   | 2,04  | –       |                                                              |
|                                                       | Blok dla Polski                                                       | 4901   | 1,95  | –       |                                                              |
| Frekwencja: 45,01% Źródło: Państwowa Komisja Wyborcza |                                                                       |        |       |         |                                                              |

Poniższa tabela przedstawia podział mandatów dla komitetów wyborczych na podstawie uzyskanych głosów, a następnie obliczonych ilorazów wyborczych na podstawie metody D’Hondta.
| Podział mandatów dla komitetów wyborczych na podstawie metody D’Hondta | Podział mandatów dla komitetów wyborczych na podstawie metody D’Hondta | Podział mandatów dla komitetów wyborczych na podstawie metody D’Hondta | Podział mandatów dla komitetów wyborczych na podstawie metody D’Hondta | Podział mandatów dla komitetów wyborczych na podstawie metody D’Hondta | Podział mandatów dla komitetów wyborczych na podstawie metody D’Hondta | Podział mandatów dla komitetów wyborczych na podstawie metody D’Hondta | Podział mandatów dla komitetów wyborczych na podstawie metody D’Hondta | Podział mandatów dla komitetów wyborczych na podstawie metody D’Hondta | Podział mandatów dla komitetów wyborczych na podstawie metody D’Hondta | Podział mandatów dla komitetów wyborczych na podstawie metody D’Hondta | Podział mandatów dla komitetów wyborczych na podstawie metody D’Hondta |
| Komitet wyborczy                                                       | Komitet wyborczy                                                       | Liczba głosów                                                          | Iloraz wyborczy                                                        | Iloraz wyborczy                                                        | Iloraz wyborczy                                                        | Iloraz wyborczy                                                        | Iloraz wyborczy                                                        | Iloraz wyborczy                                                        | Iloraz wyborczy                                                        | Mandaty                                                                | TP                                                                     |
| Komitet wyborczy                                                       | Komitet wyborczy                                                       | Liczba głosów                                                          | /1                                                                     | /2                                                                     | /3                                                                     | /4                                                                     | /5                                                                     | ...                                                                    | /8                                                                     | Mandaty                                                                | TP                                                                     |
| ---------------------------------------------------------------------- | ---------------------------------------------------------------------- | ---------------------------------------------------------------------- | ---------------------------------------------------------------------- | ---------------------------------------------------------------------- | ---------------------------------------------------------------------- | ---------------------------------------------------------------------- | ---------------------------------------------------------------------- | ---------------------------------------------------------------------- | ---------------------------------------------------------------------- | ---------------------------------------------------------------------- | ---------------------------------------------------------------------- |
|                                                                        | Sojusz Lewicy Demokratycznej                                           | 78 808                                                                 | 78 808                                                                 | 39 404                                                                 | 26 269                                                                 | 19 702                                                                 | 15 762                                                                 | ...                                                                    | 9851                                                                   | 4                                                                      | 2,93                                                                   |
|                                                                        | Akcja Wyborcza Solidarność                                             | 76 899                                                                 | 76 899                                                                 | 38 450                                                                 | 25 633                                                                 | 19 225                                                                 | 15 380                                                                 | ...                                                                    | 9612                                                                   | 3                                                                      | 2,86                                                                   |
|                                                                        | Unia Wolności                                                          | 24 730                                                                 | 24 730                                                                 | 12 365                                                                 | 8243                                                                   | 6183                                                                   | 4946                                                                   | ...                                                                    | 3091                                                                   | 1                                                                      | 0,92                                                                   |
|                                                                        | Polskie Stronnictwo Ludowe                                             | 16 289                                                                 | 16 289                                                                 | 8145                                                                   | 5430                                                                   | 4072                                                                   | 3528                                                                   | ...                                                                    | 2036                                                                   | 0                                                                      | 0,61                                                                   |
|                                                                        | Ruch Odbudowy Polski                                                   | 12 123                                                                 | 12 123                                                                 | 6062                                                                   | 4041                                                                   | 3031                                                                   | 2425                                                                   | ...                                                                    | 1515                                                                   | 0                                                                      | 0,45                                                                   |
|                                                                        | Towarzystwo Społeczno-Kulturalne Niemców Województwa Częstochowskiego  | 6206                                                                   | 6206                                                                   | 3103                                                                   | 2069                                                                   | 1552                                                                   | 1241                                                                   | ...                                                                    | 776                                                                    | 0                                                                      | 0,23                                                                   |
| Ogółem                                                                 | Ogółem                                                                 | 215 055                                                                | —                                                                      | —                                                                      | —                                                                      | —                                                                      | —                                                                      | —                                                                      | —                                                                      | 8                                                                      | 8                                                                      |